# Kirsty Feasey
Kirsty Feasey is een Maltees voetbalspeelster. Ze speelt als verdediger in het Maltees vrouwenvoetbalelftal. Feasey's beide ouders zijn afkomstig uit Malta, maar Feasey werd zelf in Engeland geboren.
In Engeland speelde ze bij Reading.
Met het vrouwenteam van Birkirkara F.C. speelde ze in 2012 in de UEFA Champions League.